# Richard Mbulu
Richard Mbulu (ur. 25 stycznia 1994 w Mangoche) – piłkarz malawijski grający na pozycji napastnika. Od 2019 jest piłkarzem klubu Baroka FC.

## Kariera klubowa
Swoją karierę piłkarską Mbulu rozpoczął w klubie MAFCo. W sezonie 2012/2013 zadebiutował w jego barwach w pierwszej lidze malawijskiej. W sezonie 2015 wywalczył z nim wicemistrzostwo Malawi. Grał w nim do końca sezonu 2016.
W 2017 roku Mbulu odszedł do mozambickiego Costa do Sol. W sezonie 2017 wywalczył wicemistrzostwo Mozambiku oraz zdobył Puchar Mozambiku. Na początku 2018 odszedł do portugalskiego trzecioligowca, AD Sanjoanense. Następnie w połowie roku wrócił do Costa do Sol. W sezonie 2018 zdobył Puchar Mozambiku, a w sezonie 2019 został z nim mistrzem kraju.
W lipcu 2019 Mbulu został zawodnikiem południowoafrykańskiego Baroka FC. Swój ligowy debiut w nim zaliczył 3 sierpnia 2019 w zremisowanym 2:2 domowym meczu z Cape Town City FC.
| Sezon   | Klub            | Kraj              | Rozgrywki        | Mecze | Gole |
| ------- | --------------- | ----------------- | ---------------- | ----- | ---- |
| 2012/13 | MAFCo           | Malawi            | TNM Super League | ?     | ?    |
| 2013/14 | MAFCo           | Malawi            | TNM Super League | ?     | ?    |
| 2014    | MAFCo           | Malawi            | TNM Super League | ?     | ?    |
| 2015    | MAFCo           | Malawi            | TNM Super League | ?     | ?    |
| 2016    | MAFCo           | Malawi            | TNM Super League | ?     | 21   |
| 2017    | CD Costa do Sol | Mozambik          | Moçambola        | 26    | 5    |
| 2017/18 | AD Sanjoanense  | Portugalia        | Segunda Divisão  | 4     | 0    |
| 2018    | CD Costa do Sol | Mozambik          | Moçambola        | 14    | 2    |
| 2019    | CD Costa do Sol | Mozambik          | Moçambola        | 6     | 0    |
| 2019/20 | Baroka FC       | Południowa Afryka | PSL              | 25    | 0    |
| 2020/21 | Baroka FC       | Południowa Afryka | PSL              | 20    | 7    |

## Kariera reprezentacyjna
W reprezentacji Malawi Mbulu zadebiutował 10 czerwca 2017 w wygranym 1:0 meczu kwalifikacji do Pucharu Narodów Afryki 2019 z Komorami, rozegranym w Lilongwe. W 2022 został powołany do kadry na Puchar Narodów Afryki 2021. Na tym turnieju zagrał w czterech meczach: grupowych z Gwineą (0:1), z Zimbabwe (2:1) i z Senegalem (0:0) oraz w 1/8 finału z Marokiem (1:2).